# Dale Township
Dale Township è una delle 11 township nella Contea di Atchison dello Stato del Missouri, Stati Uniti d'America.

## Geografia fisica
Dale Township si estende su una superficie di 211,39 km².